# Pocophora scotobathra
Pocophora scotobathra là một loài bướm đêm trong họ Geometridae.